# 육타리도
육타리도는 전라남도 신안군 임자면에 있는 섬이다. 특정도서로 지정되었다가, 2004년 12월 24일 환경부 장관이 특정도서 지정을 해제하였다.

## 특정도서
육타리도는 해송림 식생이 양호하고, 해식노치, 해식동이 형성되어  독도 등 도서지역의 생태계보전에 관한 특별법에 의거 2002년 8월 8일 특정도서로 지정되었으나,  2004년 12월 24일 해제되었다.
- 지정 내역[1]
  - 지정번호 : 제97호
  - 지정일자 : 2002년 8월 8일
  - 면적 : 173,852m2
  - 지번 : 전라남도 신안군 임자면 광산리 산3-1, 산3-2, 산4
- 해제 내역[2]
  - 해제일자 : 2004년 12월 24일
  - 해제사유 : 환경부 관계자는 "신안군이 90년부터 이 지역 대광해수욕장을 국민관광지로 개발했고 육타리도에도 민속 가옥을 10여 채가량 옮겨 짓기 위해 민간 투자 계약을 체결했다는 점 등을 감안해 특정도서 지정을 해제했다"고 말했다.[3]